# Cynober (minerał)
Cynober, cynabaryt – 

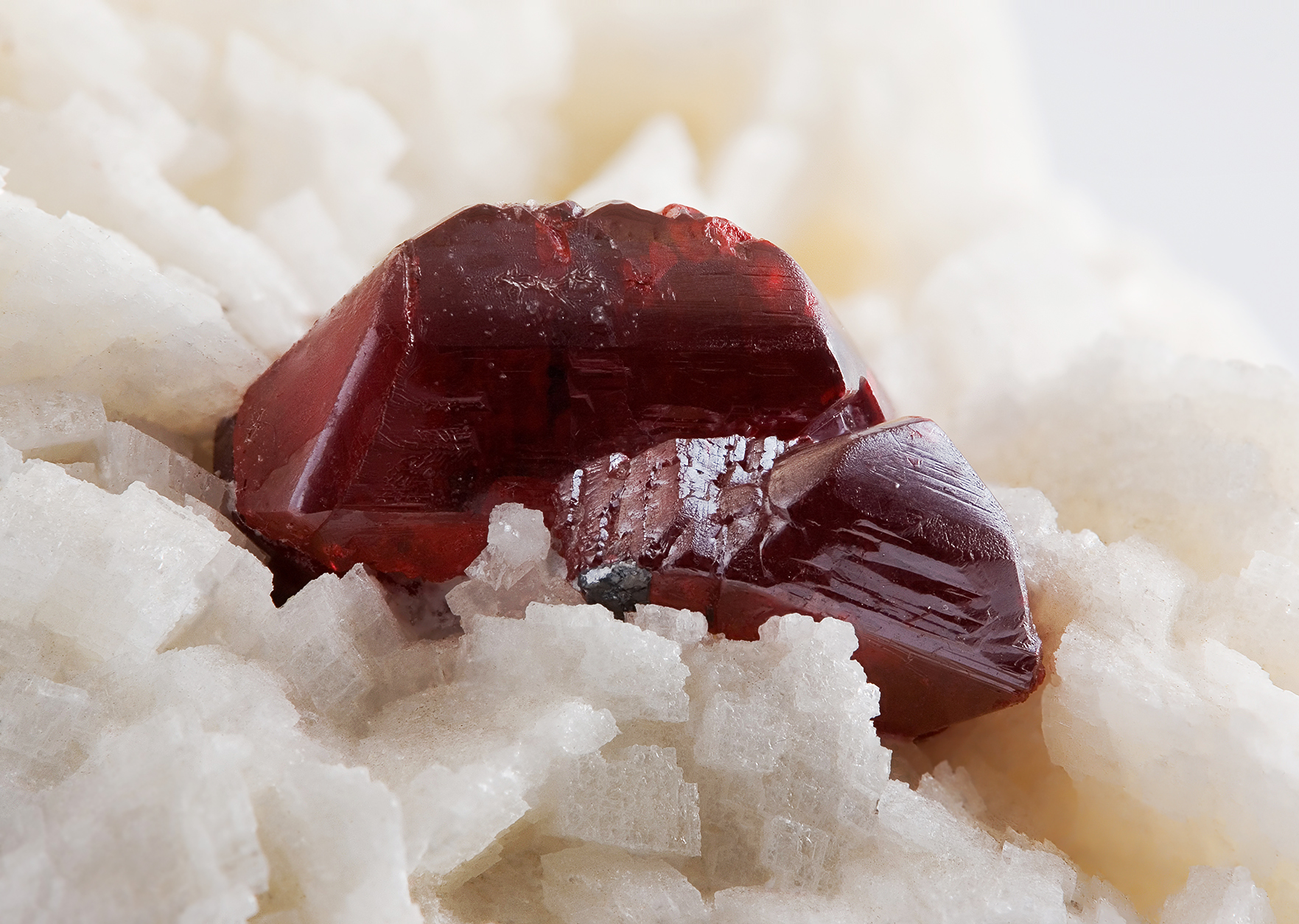
Cynober na dolomicie

stosunkowo rzadki minerał z gromady siarczków składający się z siarczku rtęci. Jest najczęściej eksploatowaną rudą rtęci. Ze względu na fakt, iż rtęć jest pierwiastkiem bardzo łatwo uruchamialnym i mobilnym w geochemicznym środowisku, pokłady cynobru są nietrwałe i zdarzało się, iż znikały w ciągu kilku dni ze złoża na skutek wypłukania przez krążące w górotworze roztwory hydrotermalne. 
Nazwa pochodzi od:
- perskiego zinijfrach = dracena (żywica) lub smocza krew i nawiązuje do czerwonej barwy minerału.
- gr. kinnabari lub łac. Cinnabaris – tymi nazwami określano czerwony pigment otrzymywany z cynobru.

Jest kruchy, niekiedy strugalny, przezroczysty. Tworzy kryształy tabliczkowe, rzadziej słupkowe, niekiedy przyjmuje postać romboedrów.
W skupieniach ziarnistych i nalotach, rzadko w postaci grubotabliczkowych kryształów; częste zbliźniaczenia przerosłe dwóch rombów.

## Występowanie
Składnik niskotemperaturowych utworów hydrotermalnych. Występuje w postaci żył. Spotykany jest w gejzerach i gorących źródłach. Czasami tworzy się w utworach osadowych. Towarzyszą mu najczęściej kwarc, dolomit, kalcyt, antymonit, baryt, ankeryt, piryt i syderyt.
Powstawanie Jest jednym z bardzo niewielu siarczków, których powstawanie można zaobserwować współcześnie. Powstaje on pod wpływem wysokich temperatur z gazów wulkanicznych. W taki sposób powstało prawdopodobnie wiele ważnych dla przemysłu złóż rtęci.
Miejsca występowania:
Hiszpania – Almadén – największe złoża na świecie, Włochy –  Abadia, San Salvador, Monte Amiata, Stany Zjednoczone  – Terlingua/Teksas, New Almaden, Kalifornia, Chiny – Kuejczou, Słowacja - Malachov koło Bańskiej Bystrzycy, Słowenia – Idrija, Austria – Erzberg, Steiermark, Niemcy – Moschellandsberg/Palatynat. 
W Polsce – niewielkie ilości stwierdzono na Dolnym Śląsku: Kletno, okolice Stronia, w Boguszowie, w okolicach Szklarskiej Poręby. Spotykany jest też w Pieninach i Bieszczadach.

## Zastosowanie
Najważniejsza ruda rtęci. Dawniej służył jako naturalny czerwony barwnik, w kopalniach w Hiszpanii wydobywany był przez Greków 700 lat p.n.e. Służy do produkcji farb. Ma duże znaczenie kolekcjonerskie. Niekiedy jest stosowany do wyrobu biżuterii, najczęściej obrabiany w formie kaboszonu.
Wykorzystywany jest w wielu gałęziach techniki regulacyjnej i pomiarowej.